# Амалаберга
Амалаберга (на латински: Amalaberga; * ок. 495; † сл. 540) е кралица на тюрингите.
Тя е единствена дъщеря на вандалския крал Тразамунд и Амалафрида, сестрата на остготския крал Теодорих Велики.
Амалаберга се омъжва по желание на чичо ѝ Теодорих ок. 506/510 г. за краля на тюрингите Херминафрид, за да се създаде връзка на остготите против експандиращите франки. Тя изповядва арианството. Амалаберга има с Херминафрид две деца – син Амалафрид и дъщеря Роделинда, която е омъжена за лангобардския крал Аудоин и е майка на Албоин (* 530).
След разпадането на царството на тюрингите през 531 г. и убийството на Херминафрид в Цюлпих Амалаберга бяга от франките с децата си при другия си брат – остготския крал Теодахад, в Италия. След неговото премахване от трона и убийство по заповед на Витигис и след превземането на Равена през 540 г. Велизарий я отвежда във Византия, където синът ѝ Амалафрид се издига до генерал.